# Список дипломатичних місій Мальти

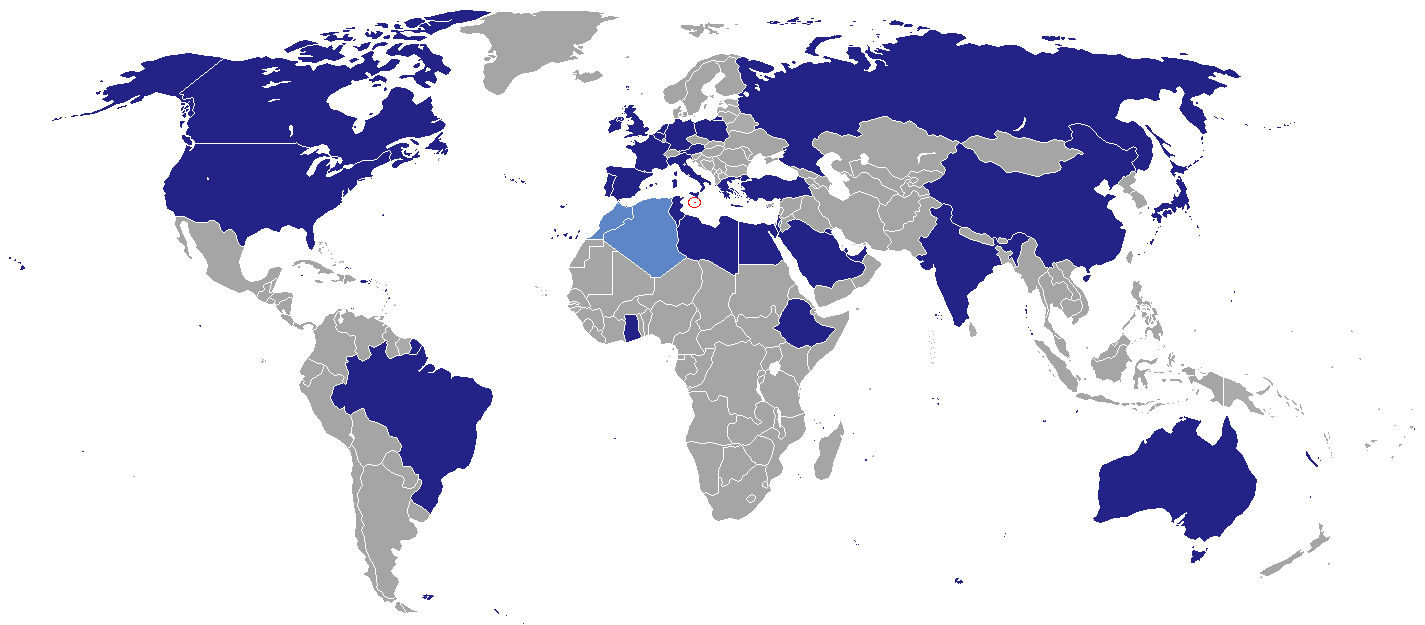
Список дипломатичних місій Мальти

Список дипломатичних місій Мальти — в країнах — членах Британської співдружності, до якого входить і Мальта, її дипломатичні представництва очолюють вищі комісари в ранзі послів.

## Європа
- Австрія, Відень (посольство)
- Бельгія, Брюссель (посольство)
- Данія, Копенгаген (посольство)
- Франція, Париж (посольство)
- Німеччина, Берлін (посольство)
- Греція, Афіни (посольство)
- Ірландія, Дублін (посольство)
- Італія, Рим (посольство)
- Нідерланди, Гаага (посольство)
- Польща, Варшава (посольство)
- Португалія, Лісабон (посольство)
- Росія, Москва (посольство)
- Іспанія, Мадрид (посольство)
- Велика Британія, Лондон (вищий комісаріат)

## Америка
- Канада, Торонто (генеральне консульство)
- США, Вашингтон (посольство)

## Азія
- Китай, Пекін (посольство)
- Індія, Нью-Делі (вищий комісаріат)
- Ізраїль, Тель-Авів (посольство)
- Саудівська Аравія, Ер-Ріяд (посольство)
- Держава Палестина, Рамаллах (представництво)
- Туреччина, Стамбул (генеральне консульство)
- ОАЕ, Дубай (генеральне консульство)

## Африка
- Єгипет, Каїр (посольство)
- Лівія, м. Триполі (посольство)
- Туніс, Туніс (посольство)

## Океанія
- Австралія, Канберра (вищий комісаріат)
  - Мельбурн (генеральне консульство)
  - Сідней (генеральне консульство)

## Міжнародні організації
- Брюссель (постійна місія при ЄС)
- Женева (постійна місія при установах ООН)
- Нью-Йорк (постійна місія при ООН)
- Париж (постійна місія при ЮНЕСКО)
- Рим (постійна місія при ФАО)
- Страсбург (постійна місія при Раді Європи)
- Відень (постійна місія при ОБСЄ)